# 史黛西·肯特

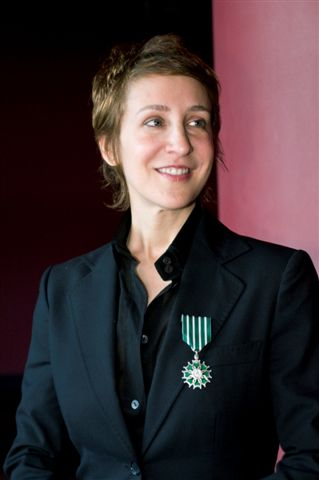
攝於2009年

史黛西·肯特（英語：Stacey Kent，1965年3月27日—），美國爵士歌手，曾獲葛萊美獎提名，並於2009年被法國文化部長授予法國藝術與文學勳章 (Chevalier de l'Ordre des Arts et des Lettres)。她的丈夫是薩克斯風演奏家兼作曲家吉姆·湯姆林森，湯姆林森和他的作詞搭檔、小說家石黑一雄一起製作肯特的專輯並為她寫歌。

## 外部連結
- 官方网站